# Трьохдвірка
Трьохдвірка (рос. Трехдворка) — селище Черняховського району, Калінінградської області Росії. Входить до складу Свободненського сільського поселення.
Населення —  24 особи (2015 рік). 

## Населення
| 2002 | 2010 |
| ---- | ---- |
| 37   | ↘24  |